# Jiska
Jiska (hebr. ‏יִסְכָּה‎) – postać biblijna z Księgi Rodzaju, córka Harana, siostra Lota i Milki (Rdz 11,29). Żydowskie midrasze identyfikują ją z Sarą, żoną Abrahama. Podobną identyfikację przyjął również Józef Flawiusz (Ant. I, 151).
Od imienia Jiska pochodzi prawdopodobnie imię Jessica, pojawiające się po raz pierwszy w Kupcu weneckim Shakespeare’a.